# Лаварден, Анри II де Бомануар
Анри II де Бомануар (фр. Henri II de Beaumanoir; 1618 — 4 июля 1644, под Гравелином), маркиз де Лаварден, граф де Бомон — французский генерал.

## Биография
Сын Анри I де Бомануара, маркиза де Лавардена, и Маргерит де Лабом де Сюз, внук маршала Лавардена.
Еще не достигнув семнадцати лет, патентом от 8 июля 1635 получил роту в полку Французской гвардии, одну из десяти, которыми Людовик XIII усилил это подразделение.
Командовал своей ротой при осаде и взятии Корби (1636), осадах Ландреси и Ла-Капели (1637), Сент-Омера, Ранти и Ле-Катле (1638), Эдена и Ивуа (1639), при осаде Арраса и бою на его линиях (1640), осадах Эра, Ла-Басе и Бапома (1641), Кольюра и Перпиньяна (1642).
В июне 1643 сложил командование ротой, после чего отправился добровольцем на осаду Тьонвиля. Кампмаршал (12.05.1644), был ранен выстрелом из мушкета в бедро при осаде Гравелина в ночь с 28 на 29 июня и умер от этого ранения.

## Семья
1-я жена (1638): Катрин де Вассе (ум. 1638), называемая Гронье, дочь Анри де Вассе, барона де Ла-Рош-Мабий, и Рене Лекорню
2-я жена (контракт 8 03.1642): Маргерит-Рене де Ростен (19.01.1616—1694), дочь маркиза Шарля де Ростена и Анн Юро-Шеверни
Сын:
- Анри-Шарль (15.03.1644—29.08.1701), маркиз де Лаварден